# 1. Klasse Leipzig 1941/42
Die 1. Klasse Leipzig 1941/42 war die neunte Spielzeit der nun 1. Klasse genannten Fußball-Bezirksklasse Leipzig im Sportgau Sachsen. Sie diente als eine von vier zweitklassigen Bezirksklassen als Unterbau der Gauliga Sachsen. Die Meister dieser vier Spielklassen qualifizierten sich für eine Aufstiegsrunde, in der zwei Aufsteiger zur Gauliga Sachsen ausgespielt wurden.
Die 1. Klasse Leipzig wurde in dieser Spielzeit erneut in einer Gruppe mit elf teilnehmenden Mannschaften im Rundenturnier mit Hin- und Rückspiel ausgetragen. Als Bezirksmeister setzte sich dabei zum insgesamt dritten Mal Gauligaabsteiger Wacker Leipzig durch, diesmal nur auf Grund des besseren Torquotienten gegenüber TuB Leipzig. In der anschließenden Aufstiegsrunde zur Gauliga Sachsen 1942/43 scheiterte Wacker als Drittplatzierter und verpasste den erneuten Sprung in die Erstklassigkeit. Der Aufsteiger ATV Liebertwolkwitz sowie der SV Eintracht Leipzig stiegen nach dieser Spielzeit in die 2. Klassen ab. 

## Abschlusstabelle
| Pl. | Verein                      | Sp. | Tore  | Quote | Punkte |
| --- | --------------------------- | --- | ----- | ----- | ------ |
| 1.  | Wacker Leipzig (A)          | 20  | 82:34 | 2,41  | 31:90  |
| 2.  | TuB Leipzig                 | 20  | 59:25 | 2,36  | 31:90  |
| 3.  | Militär SV Borna (N)        | 20  | 75:26 | 2,88  | 26:14  |
| 4.  | Sportfreunde Markranstädt   | 20  | 60:46 | 1,30  | 26:14  |
| 5.  | Leipziger BC 1893           | 20  | 45:48 | 0,94  | 23:17  |
| 6.  | Sportvereinigung Leipzig    | 20  | 47:55 | 0,85  | 19:21  |
| 7.  | Sportfreunde Leipzig        | 20  | 37:54 | 0,69  | 15:25  |
| 8.  | SpVgg 1899 Leipzig-Lindenau | 20  | 39:53 | 0,74  | 14:26  |
| 9.  | MTV Wurzen                  | 20  | 38:62 | 0,61  | 14:26  |
| 10. | ATV Liebertwolkwitz (N)     | 20  | 34:78 | 0,44  | 11:29  |
| 11. | SV Eintracht Leipzig        | 20  | 32:67 | 0,48  | 10:30  |

| (A) | Absteiger aus der Gauliga    |
| (N) | Aufsteiger aus der 2. Klasse |